# Pustenasta paulovnija
Paulovnija  (lat. Paulownia tomentosa) je listopadno drvo iz porodice Paulowniaceae. Raste u središnjoj i zapadnoj Kini. Raste izuzetno brzo. Koristi se u hortikulturi. U SAD i Japanu smatra se invazivnom vrstom.
Posljednjih godina sve se više uzgaja zbog biomase, pa je ovakav uzgoj započeo i u Hrvatskoj. U ove svrhe razvijeni su posebni hibridi, brzog rasta i dobre prilagođenosti europskoj klimi.

## Opis
Naraste do 25 metara visine. Listovi su veliki, do 40 cm. Cvijet je mirisav, krupan, svijetle ljubičaste boje. Plod je čahura.
- Pustenasta paulovnija - Paulownia tomentosa

## Vanjske poveznice
- Paulownia tomentosa, pfaf.org

|  | Zajednički poslužitelj ima još gradiva o temi Paulownia tomentosa |
|  | Wikivrste imaju podatke o taksonu Paulownia tomentosa             |